# Graja de Iniesta
Graja de Iniesta és un municipi de la província de Conca, a la comunitat autònoma de Castella-La Manxa. Limita amb els municipis de Castillejo de Iniesta, Puebla del Salvador, Minglanilla, Villalpardo i Iniesta.

## Demografia

### Evolució demogràfica (1991-2004)
| 1991 | 1996 | 2001 | 2004 |
| ---- | ---- | ---- | ---- |
| 344  | 355  | 351  | 401  |

### Evolució demogràfica (2001-2007)
| 2001 | 2002 | 2003 | 2004 | 2005 | 2006 | 2007 |
| ---- | ---- | ---- | ---- | ---- | ---- | ---- |
| 351  | 371  | 348  | 401  | 435  | 442  | 399  |